# Zoran Akovic
Zoran Akovic, född den 26 december 1985 i Berane, är en montenegrinsk fotbollsmålvakt som spelar för montenegrinska FK Bokelj. Han har tidigare spelat för bland annat Vasalunds IF och Husqvarna FF.

## Karriär
I februari 2014 värvades Akovic av Husqvarna FF som han skrev på ett treårskontrakt med. I augusti 2015 lånades Akovic ut till Gefle IF.
Inför säsongen 2016 skrev han tvåårskontrakt med Vasalunds IF. I mars 2018 värvades Akovic av Assyriska FF.